# Bosc Estatal del Conflent
El Bosc Estatal del Conflent (Forêt Domaniale de Conflent, en francès) és un bosc de 2.313 ha d'extensió, aproximadament, de nou termes comunals de la comarca del Conflent, a la Catalunya del Nord.
Està situat al nord del Bosc Estatal del Canigó, en els vessants septentrionals i més baixos del Massís del Canigó, sempre a la dreta de la Tet. Té el codi d'identificació de l'ONF F16245U.
S'estén al llarg de nou comunes conflentines: Castell de Vernet, Clarà i Villerac, Cornellà de Conflent, Escaró, Fillols, Fullà, Saorra, Serdinyà, Soanyes i Vernet.
El bosc està sotmès a una explotació gestionada per l'Office National des Forêts (ONF), atès que la propietat del bosc és estatal, procedent d'antigues possessions reials.